# 回里镇
回里镇，是中华人民共和国山東省烟台市福山区下辖的一个乡镇级行政单位。

## 行政区划
回里镇下辖以下地区：
西回里村、东回里村、柳村、王村、刘村、于村、解村、唐村、钱村、东道平村、西道平村、胡家夼村、李家疃村、谭家庄村、东孔家庄村、巨甲庄村、东黄山村、西黄山村、土峻头村、刘家庄村、张格堡村、善疃村、老岚村、中甲庄村、后富村、前富村、唐家埠村、迟家村和茂芝场村。